# RP-46輕機槍
RP-46是一款在1946年由蘇聯把原本DPM輕機槍的47發彈盤改為200至250發彈鏈的機槍，因此槍身上方改為揭上蓋彈口。另外，在槍管加上提把以方便持槍和更換槍管。RP-46並沒有在蘇聯軍隊中服役很長時間，在1961年便被更先進的PK通用機槍所取代，故大部份RP-46被當成過期物資外銷到其他華沙公約組織成員國與第三世界國家，在2011年利比亞內戰仍可發現其蹤影。

## RP-46在中華人民共和國
中華人民共和國以“58式”的名義仿製RP-46。

## 使用國家
- 阿尔巴尼亚

- 阿尔及利亚

- 安哥拉

- 中非

- 中华人民共和国：仿製版稱為“58式機槍”。

- 刚果共和国

- 古巴

- 赤道几内亚

- 衣索比亞

- 利比亞

- 奈及利亞

- ：仿製版稱為“64式機槍”。

- 塞舌尔

- 苏联

- 苏丹

- 坦桑尼亚

- 多哥

- 乌克兰：繼承自前蘇聯，在俄羅斯入侵烏克蘭期間仍有使用。

- 越南

## 外部連結

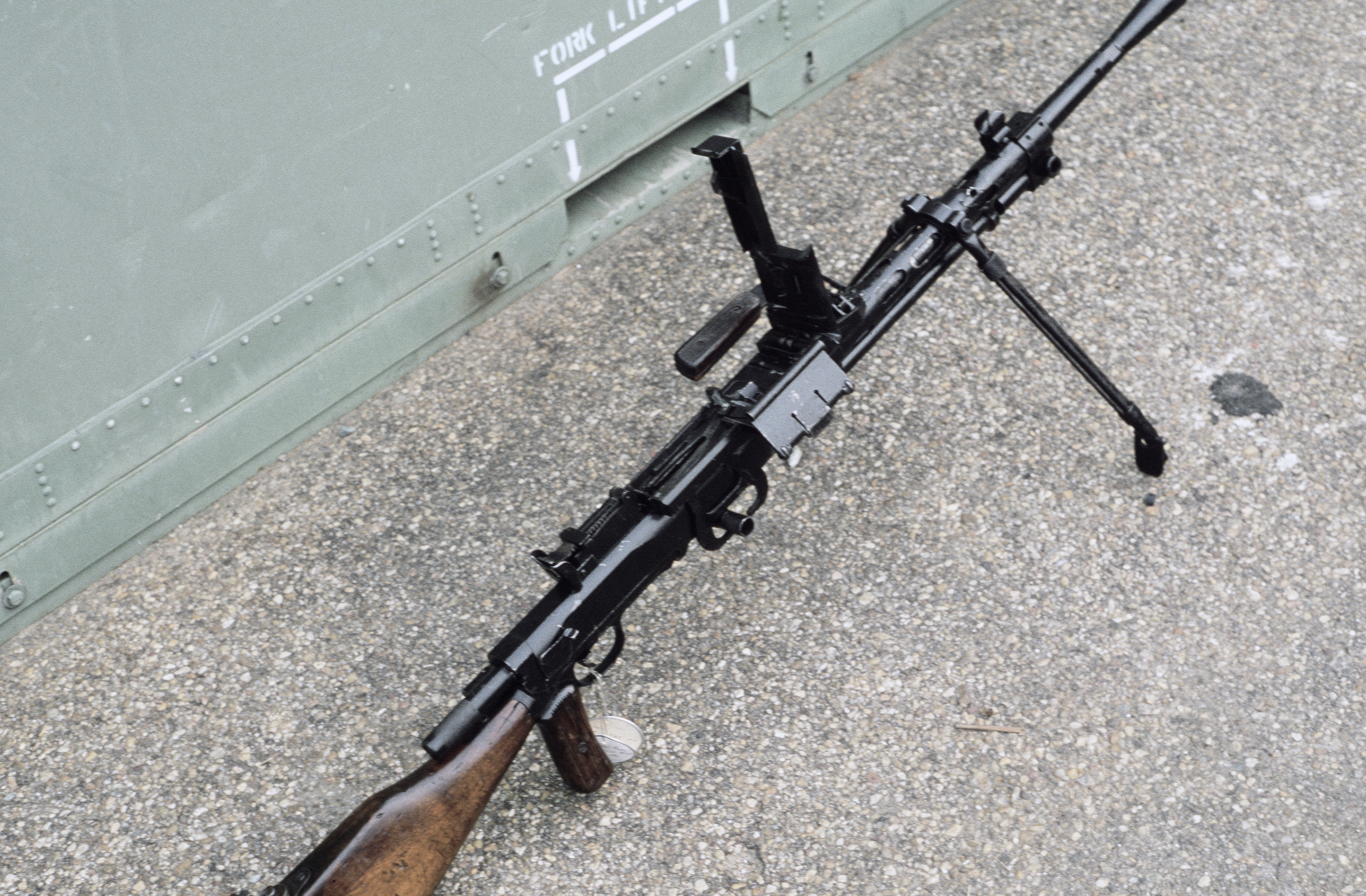
RP46的揭上蓋彈口